# Kwon Hyok
Kwon Hyok (ur. ok. 1960) – północnokoreański wyższy oficer wywiadu, w 1993 roku były szef obozu koncentracyjnego nr. 22. W obozie organizował co miesiąc publiczne egzekucję oraz uczestniczył w eksperymentach chemicznych na ludziach. W armii północnokoreańskiej spędził 7 lat.
Od 1999 roku przebywał w Chinach. W Chinach zachodnie służby przekonały go do ucieczki do Korei Południowej. W Seulu znalazł się w sierpniu 1999 roku. O swojej pracy w obozie koncentracyjnym opowiedział w filmie Przepustka do piekła reżyserii Ewy Ewart.